# Weissia nuda
Weissia nuda là một loài rêu trong họ Pottiaceae. Loài này được (Dicks.) D. Mohr mô tả khoa học đầu tiên năm 1806.